# ワイツマン科学研究所

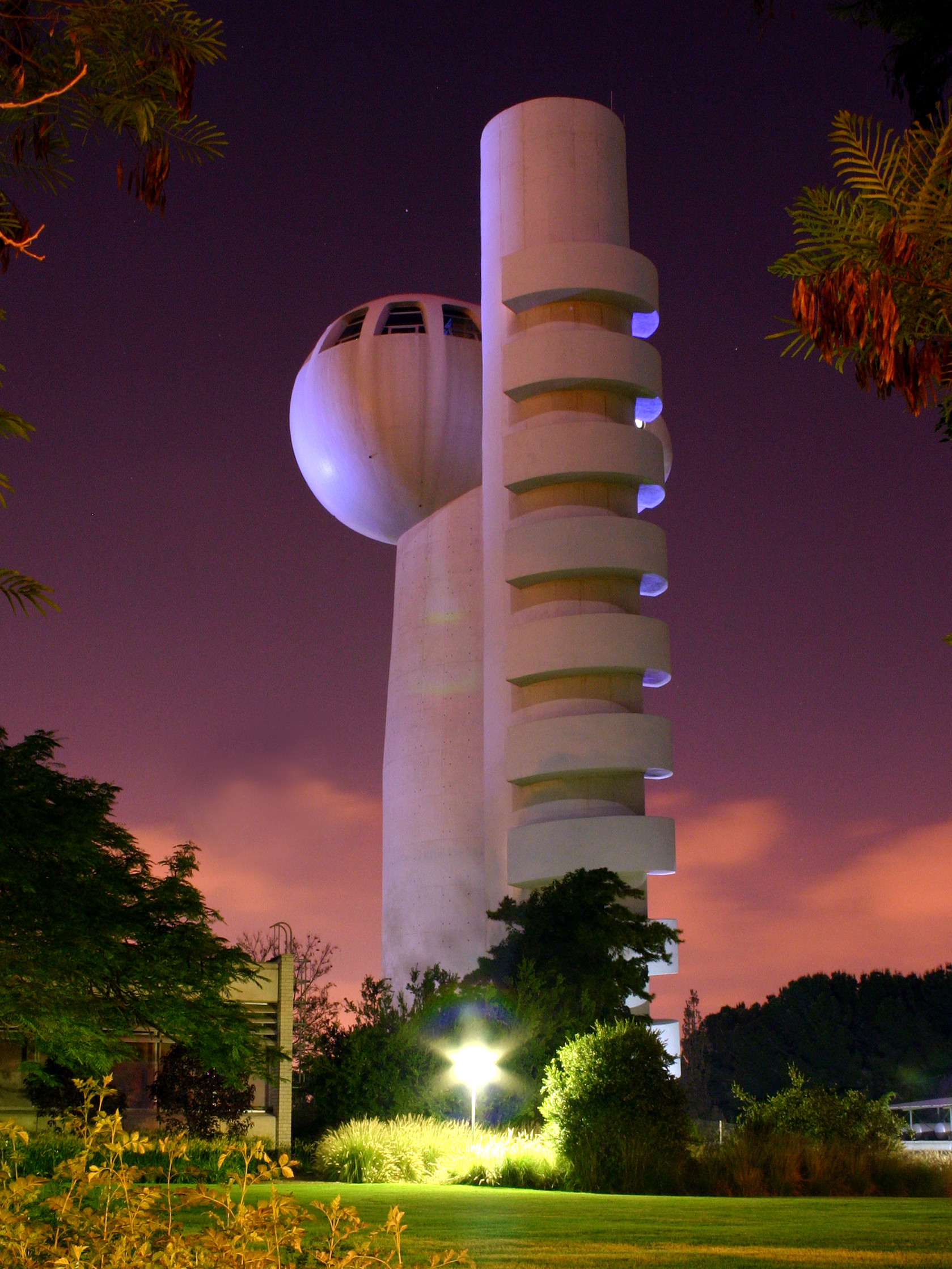
研究所のコフレー加速器

ワイツマン科学研究所（ヘブライ語: מכון ויצמן למדע, 英語: Weizmann Institute of Science）は、イスラエルのレホヴォトにある研究および高等教育機関。自然科学系の大学院のみである点が他の一般の大学とは異なる（大学院大学）。ヴァイツマン科学研究所とも。
世界的にも有名な総合研究センターであり、約2,500名の科学者、博士号取得後のフェロー、大学院生、スタッフが働いている。

## 歴史

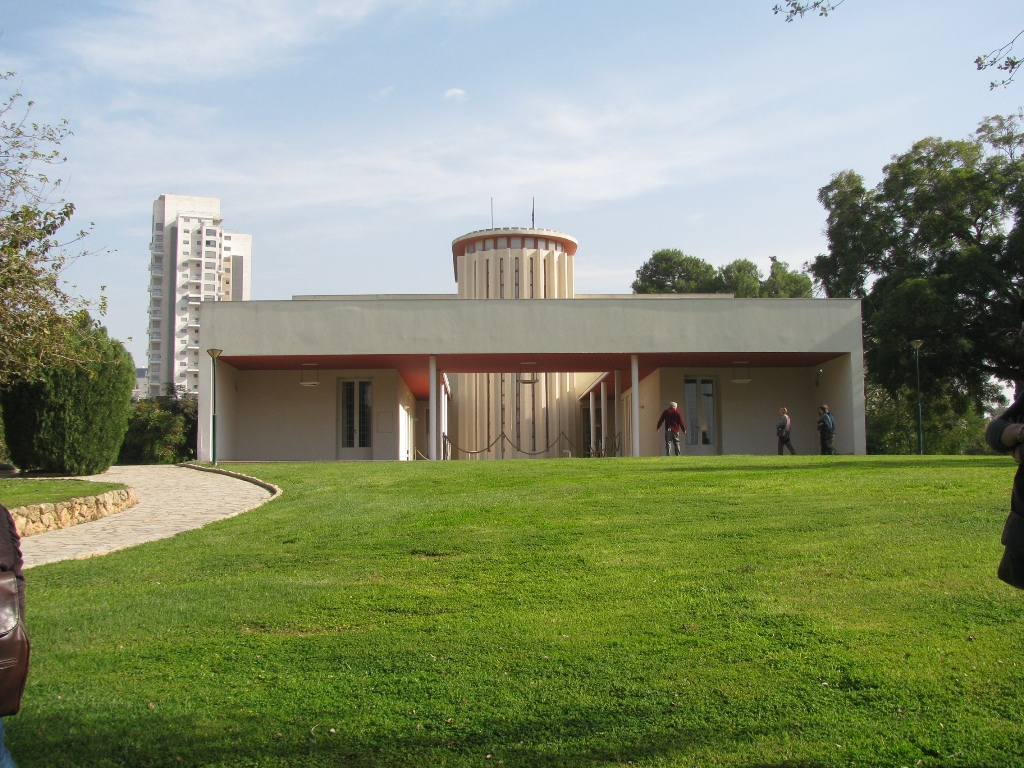
建物はエーリヒ・メンデルゾーンが設計した。

1934年、ハイム・ヴァイツマンとベンジャミン・ブロッホがダニエル・シーフ研究所として設立し、「化学兵器の父」として名高いユダヤ人化学者でナチス・ドイツから逃れようとしたフリッツ・ハーバーを所長に招くも、ハーバーはパレスチナに渡る道中で死去したため、ヴァイツマン自ら所長に就いた。
その後、拡張され、1949年11月2日に現在の名称に改められた。イスラエルの初代大統領に就任するまで、ヴァイツマンはこの研究所で有機化学を研究を行っていた。その後も大学院としての機能を持つなどの拡張を経て research university（研究大学）とでも言うべき機関となった。現在では 2,500 人ほどの学生・スタッフ・研究者を抱え、数学、計算機科学、物理学、化学、生化学、生物学、他の学際的プログラムなどの修士課程と博士課程を備えている。シンボルは、多数の枝を伸ばしたイチジクの樹である。1994年にはワイツマン女性科学賞を創設した。
2011年、The Scientist 誌はこの研究所をアメリカ以外の学界で働くには最良の場所だとした。
2012年、上海交通大学が毎年作成している世界の大学トップ100のリストにワイツマン科学研究所が初めて登場した。
2025年6月15日、イスラエル軍によるライジング・ライオン作戦の報復としてイランが行ったミサイル攻撃はワイツマン科学研究所も対象となり、死者はいなかったものの建物が大きく損壊し複数の研究室が損壊したため、長年は中断を余儀なくされた。

## 若者向けプログラム
ワイツマン科学研究所は学界向けプログラムの他に若者向けプログラムも実施しており、科学クラブ、キャンプ、競技会などを開催している。Bessie F. Lawrence International Summer Science Institute は、世界中から高校卒業生を集め、科学を中心としたサマーキャンプを4週間実施している。1999年にオープンした Clore Garden of Science は世界初の完全な野外科学館である。

## 歴代所長

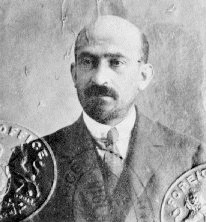
ハイム・ヴァイツマン

- ハイム・ヴァイツマン (1949–1952) - 前身であるダニエル・シーフ研究所を含めれば 1934–1952
- アバ・エバン (1959–1966)
- Meyer Weisgal (1966–1970)
- アルバート・サビン (1970–1972)
- Israel Dostrovsky (1972–1975)
- Michael Sela (1975–1985)
- Aryeh Dvoretzky (1985–1988)
- Haim Harari (1988–2001)
- Ilan Chet (2001–2006)
- Daniel Zajfman (2006–2019)
- Alon Chen(2019–)

## 著名な研究者
- シャフィ・ゴールドワッサー - 計算機科学者、ゲーデル賞を2回 (1993, 2001), チューリング賞 (2012)
- エフライム・カツィール - 生物物理学者、第4代イスラエル大統領,
- アミール・プヌーリ - 計算機科学者、チューリング賞 (1996)
- アディ・シャミア - 暗号研究者、チューリング賞 (2002)
- ハイム・ヴァイツマン - 化学者、初代イスラエル大統領
- アダ・ヨナス - 結晶学者、ウルフ賞化学部門 (2006), ノーベル化学賞 (2009)
- レオ・サックス - 医学者、ウルフ賞医学部門(1980)
- マイケル・レヴィット - 生物物理学者、ノーベル化学賞 (2013)
- アリー・ウォーシェル - 化学者、ノーベル化学賞 (2013)
- モルデハイ・ミルグロム - 物理学者
- ガブリエーレ・ヴェネツィアーノ - 物理学者

## 主な出身者
- クリスチャン・アンフィンセン - 生化学者
- アミール・プヌーリ - 計算機科学者
- アディ・シャミア - 暗号研究者
- ネーサン・サイバーグ - 理論物理学者
- ネイハム・ソネンバーグ - 生化学者
- アダ・ヨナス - 結晶学者

## アクセス

### 鉄道
- テルアビブ市内からは、大学、サビドール中央、ハシャローム、ハハガナのいずれかの駅からアシュケロン方面行きの列車に乗り、キャンパスに接したレホボート駅で降りる。そこまで約40分程で、正門まではさらに5分ほど歩く。
- ベングリオン国際空港からは、ターミナル3地下にあるベングリオン国際空港駅でテルアビブハハガナ駅まで行き、そこでアシュケロン方面行きの列車に乗る。そこからは上記参照。接続にもよるが、１時間程度である。